# Phytomyza nigella
Phytomyza nigella este o specie de muște din genul Phytomyza, familia Agromyzidae, descrisă de Zlobin în anul 1997. Conform Catalogue of Life specia Phytomyza nigella nu are subspecii cunoscute.